# Nemertesia hexasticha
Nemertesia hexasticha is een hydroïdpoliep uit de familie Plumulariidae. De poliep komt uit het geslacht Nemertesia. Nemertesia hexasticha werd in 1876 voor het eerst wetenschappelijk beschreven door Kirchenpauer. 